# شرکت خورتیتسا
شرکت خورتیتسا (اوکراینی: Хортиця) شرکت صنایع غذایی اوکراینی است، که در سال ۲۰۰۳ تأسیس شد.

## تاریخچه
در سال 1998، Yevhen Chernyak یک شرکت توزیع را در اوکراین تأسیس کرد. یکی از فعالیت های اصلی این شرکت فروش مشروبات الکلی به کشورهای CIS بود. اولین بطری های الکل آن در دسامبر 2003 درست یک سال پس از شروع ساخت کارخانه ساخته شد.
در سال 2006، تقطیر Khortytsia شروع به توزیع در بازار CIS کرد. در نیمه اول سال 2006، حجم تولید کارخانه تقطیر خورتیتسیا نسبت به دوره قبل 148 درصد افزایش یافت. در همان سال، این شرکت با توجه به رتبه بندی World Millionaires Club وارد 10 تولیدکننده برتر ودکا در جهان شد
در سال 2011، دفتر نمایندگی در ایالات متحده به طور رسمی در سال 2011 افتتاح شد، شرکت هلدینگ Global Spirits، که شامل نام تجاری Khortytsya است، شروع به فروش ودکا به ایالات متحده کرد.
از سال 2013، برند Khortytsia به بیش از 87 کشور در سراسر جهان صادر شده است.
در سال 2014، با به دست آوردن محبوبیت در ایالات متحده در نیویورک، تقطیر Khortytsia به عنوان تولید کننده ودکای سال انتخاب شد.
در سال 2015، طبق گزارش نشریه معتبر بریتانیایی Drinks International، برند Khortytsia از نظر فروش وارد 3 تولید کننده برتر ودکا در جهان شد.
Khortytsia LVZ در سال 2018 دارای حدود 278 مدال طلا و 120 مدال نقره است که کیفیت مطلق محصولات این کارخانه را تایید می کند.
در سال 2019، برای سال، حجم کل محصولات فروخته شده توسط برند Khortytsia در جهان به بیش از 176.4 میلیون بطری رسید.